# مريم مطر
مريم محمد مطر- عالمة وراثة إماراتية، مواليد 1975م تعد من أهم مؤسسي جمعية الأمراض المتوارثة جينياً في الإمارات والتي تترأسها، فقد تمكنت من خلالها من القيام بنشر التوعية ضد مخاطر الأمراض الجينية وعلى وجه التحديد مرض الثلاسيميا thalassemia الذي يشكل خطراً على المواطن إذا لم يتم الإشراف عليه بمسؤولية.
دخلت الدكتورة الامارتية مريم مطر لائحة أكثر 20 امرأة تأثيراً في حقل العلوم في العالم الإسلامي، وذلك بعد الإنجازات الضخمة التي حققتها في حقل العلوم، والأبحاث المثمرة التي أجرتها حول مرض التلاسيميا الذي يصيب إماراتي من بين 12 مواطناً.

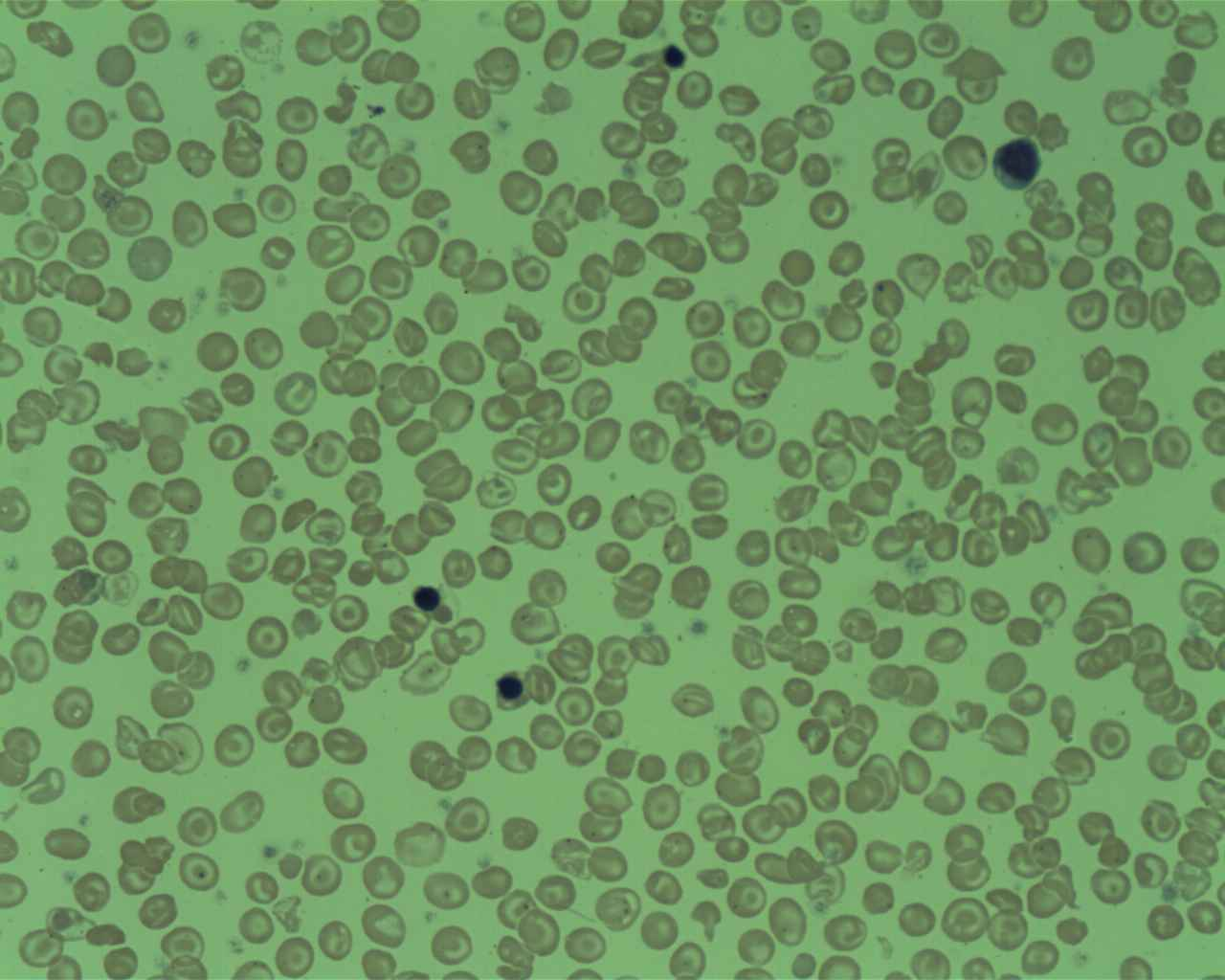

الدكتورة مريم حاصلة على بكالوريوس الطب والجراحة ، ودرجة برنامج الإقامة في طب الأسرة، كما انها تخرجت من برنامج سمو الشيخ محمد بن راشد لتنمية القيادات، كما أنها حاصلة على درجة الدكتوراة من جامعة ياما غوتشي Yamaguchi University اليابانية. تم تعينها وكيلاً لوزارة الصحة في حكومة دبي غام 2006م، ومن 2014م شغلت منصب نائبة رئيس منظمة الدعوة للتعليم الأساسي.تم اختيارها في عام 2012م ضمن أقوى 100 إمرأة عربية من قبل مجلة أرابيان بيزنس، وفي أبريل 2015م تم اختيارها ضمن أقوي 100 عربي تحت سن 40 عاماً في مجال العلوم. احتلت مطر المرتبة الرابعة بين الباحثين العرب مرتين، وأقوى باحثة إماراتية في مجال العلوم وفقاً لما ذكرته مجلة العرب الأسبوعيةThe Arab Weekly ، والتي ذكرت أيضًا في عام 2018 أن مطر تطمح إلى أن تكون أول امرأة عربية تحصل على جائزة نوبل للسلام.
الدكتورة مطر لها العديد من الأبحاث في مجال علم الوراثة والجينات، نذكر من بينها:
- Matar, Maryam, Naveed, Mohammed, Salim, Sajala, Hareb, Nevin, Alba, Emayla, Hino, Minako, Nitta, Takenori, Adhiyanto, Chris, Yamashiro, Yasuhiro, Hattori, Yukio (2011).
- Adhiyanto, Chris; Yamashiro, Yasuhiro; Hattori, Yukio; Nitta, Takenori; Hino, Minako; Matar, Maryam; Takagi, Fumiya; Kimoto, Masafumi (2013-06-01)
- Laurance, Jeremy; Henderson, Sarah; Howitt, Peter J.; Matar, Mariam; Al Kuwari, Hanan; Edgman-Levitan, Susan; Darzi, Ara (2014-09-01)

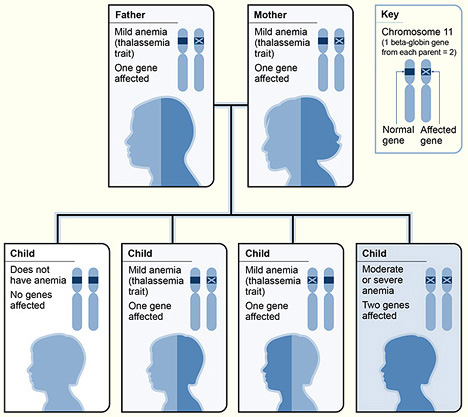
الثلاسميا

قادت أبحاث الدكتورة مريم مطر إلى اصدار خمس تشريعات في دولة الإمارات العربية المتحدة ، واسهم مشروعها في وضع الإمارات على الخارطة العالمية للبحوث والابتكار في مجال الجينات. وتعد الدكتورة مطر أول إمراة إماراتية تشغل منصب مدير عام في حكومة دبي ، كما أنها أول إمرأة إماراتية تشغل منصب وكيل أول وزارة الصحة ، وكانت أيضًا قائداً للفريق التنفيذي الذي أسس أستراتيجيات التطوير في الخطة الاستراتيجية لإمارة دبي. الدكتورة مريم مطر تعد من أبرز رواد العلوم الجينية في الإمارات العربية المتحدة منذ عام 2014م، وقد نالت العديد من التكريمات والألقاب منذ تخرجها في كلية الطب غام 2001م، وكان أولى جوائزها هي جائزة الموظف المتميز في هيئة الصحة بدبي عام 2002م، وهناك أيضًا جائزة المرأة العربية الرائدة عام 2019م.